# The Twist (bài hát)
"The Twist" là một bài hát pop của Mỹ được viết và phát hành lần đầu vào đầu năm 1959 (được thu âm vào ngày 11 tháng 11 năm 1958) bởi Hank Ballard và Midnighters dưới dạng B-side cho "Teardrops on Your Letter". Phiên bản của Ballard là một hit vừa phải năm 1960, đạt vị trí thứ 28 trên Billboard Hot 100. Trên bảng xếp hạng Billboard của Mỹ, Hot R &amp; B Sides, phiên bản gốc của "The Twist" lần đầu tiên đạt vị trí thứ 16 vào năm 1959 và ở vị trí thứ 6 vào năm sau.
Phiên bản cover năm 1960 của Chubby Checker của bài hát đã tạo ra cơn sốt nhảy Twist. Đĩa đơn của anh đã trở thành hit, đạt vị trí số 1 trên Billboard Hot 100 vào ngày 19 tháng 9 năm 1960, nơi nó tồn tại trong một tuần và lập kỷ lục là bài hát duy nhất đạt vị trí số 1 trong hai hit khác nhau khi nó xuất hiện trở lại và đứng đầu popular hit một lần nữa trong hai tuần bắt đầu từ ngày 13 tháng 1 năm 1962.
Năm 1988, "The Twist" một lần nữa trở nên nổi tiếng nhờ bản thu âm bài hát mới của The Fat Boys kết hợp với Chubby Checker. Phiên bản này đạt số 2 tại Vương quốc Anh và số 1 tại Đức. Năm 2014, tạp chí Billboard tuyên bố bài hát là "hit lớn nhất" của thập niên 1960.